# Centre de formation des journalistes
Pour les articles homonymes, voir CFJ.
Ne doit pas être confondu avec Centre de formation et de perfectionnement des journalistes.
Le Centre de formation des journalistes (CFJ) est une grande école française de journalisme fondée en 1946, située à Paris et à Lyon.
Souvent considéré comme « l'ENA des journalistes », le CFJ a formé un nombre important de journalistes célèbres (Bernard Pivot, David Pujadas, Florence Aubenas, Pierre Lescure, Patrick Poivre d'Arvor…) et d'hommes politiques (François Ruffin, Gilles Le Gendre…). Il attire chaque année près d'un millier de candidats pour une cinquantaine de places.
Depuis 2012, le CFJ développe de nouveaux parcours (filière Data, filière Correspondance en France et à l'étranger, ex-Local/Global) et s'ouvre aux partenariats avec de prestigieux établissements tels que l'ENS-PSL, l'ESCP, HEC, Sciences Po Lyon, Paris-I, mais aussi avec les autres établissements-composantes et associés de l'université Paris-Panthéon-Assas, tel que l'ISIT ou l'INA,,,.
Avec l'École W, le CFJ est un établissement-composante de l'université Paris-Panthéon-Assas depuis 2022 et un établissement d'enseignement supérieur privé d'intérêt général depuis 2020,. Dans le cadre de sa qualification EESPIG, le CFJ a signé un contrat pluriannuel avec l'État fixant « les objectifs stratégiques de l'établissement pour répondre aux priorités nationales de l'enseignement supérieur et de la recherche ».
Le CFJ fait partie des 14 écoles de journalisme reconnues par la profession, dont le diplôme permet d’obtenir plus rapidement sa carte de presse titulaire auprès de la commission de la carte d’identité des journalistes professionnels (CCIJP)[réf. nécessaire].

## Histoire

### 1946: fondation au lendemain de la Libération
Le CFJ a été fondé au lendemain de la Libération, le 11 juillet 1946, par Philippe Viannay et Jacques Richet, tous deux membres du groupe de résistance « Défense de la France ». L'école a été reconnue par l’État au titre d’établissement d’enseignement technique supérieur le 25 janvier 1962.
En 1969, le CFJ crée le Centre de perfectionnement des journalistes (CPJ), qui propose des formations professionnelles destinées aux journalistes.

### 1998: restructuration de l'école

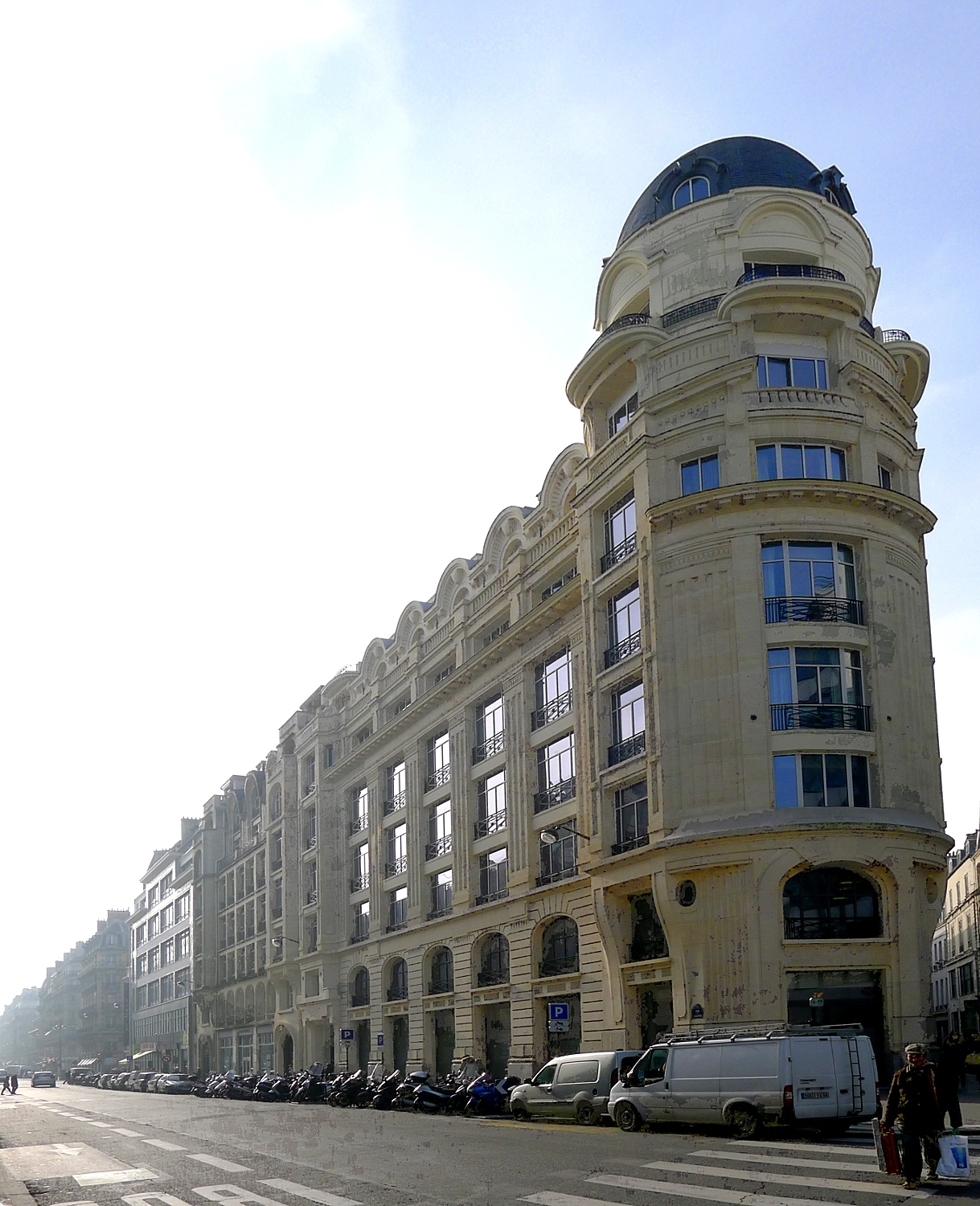
Ancien locaux du CFJ, au 35 rue du Louvre, en 2011.

À la suite d'une crise financière, en 1998, l’école doit procéder à une restructuration. À l'initiative de Claire Richet, Bernard Pivot et Pierre Lescure, des anciens élèves créent alors l’association « CFJ-Demain » pour trouver des solutions de financement qui permettront à l’école d'échapper à la liquidation.
Depuis, le 28 juillet 2003 le CFJ, est désormais géré par l’association « École CFJ », à but non lucratif, depuis le 28 juillet 2003.
En 2006, le CFJ, l'ESJ et l'IPJ, les trois grandes écoles de journalisme privées, lancent un concours commun, le « concours grandes écoles de journalisme – Pemep », pour « Promotion de l'Enseignement des Métiers de Presse »,. En 2013, le CFJ devient membre affilié de la communauté d’universités et d’établissements Hesam Université.
Le 18 novembre 2015, le CFJ, l'université de Nantes et son école d'ingénieurs Polytech Nantes, ainsi que le cluster Ouest Médialab annoncent la création d'un diplôme d'université « Data Médias » accessible à Bac+3.

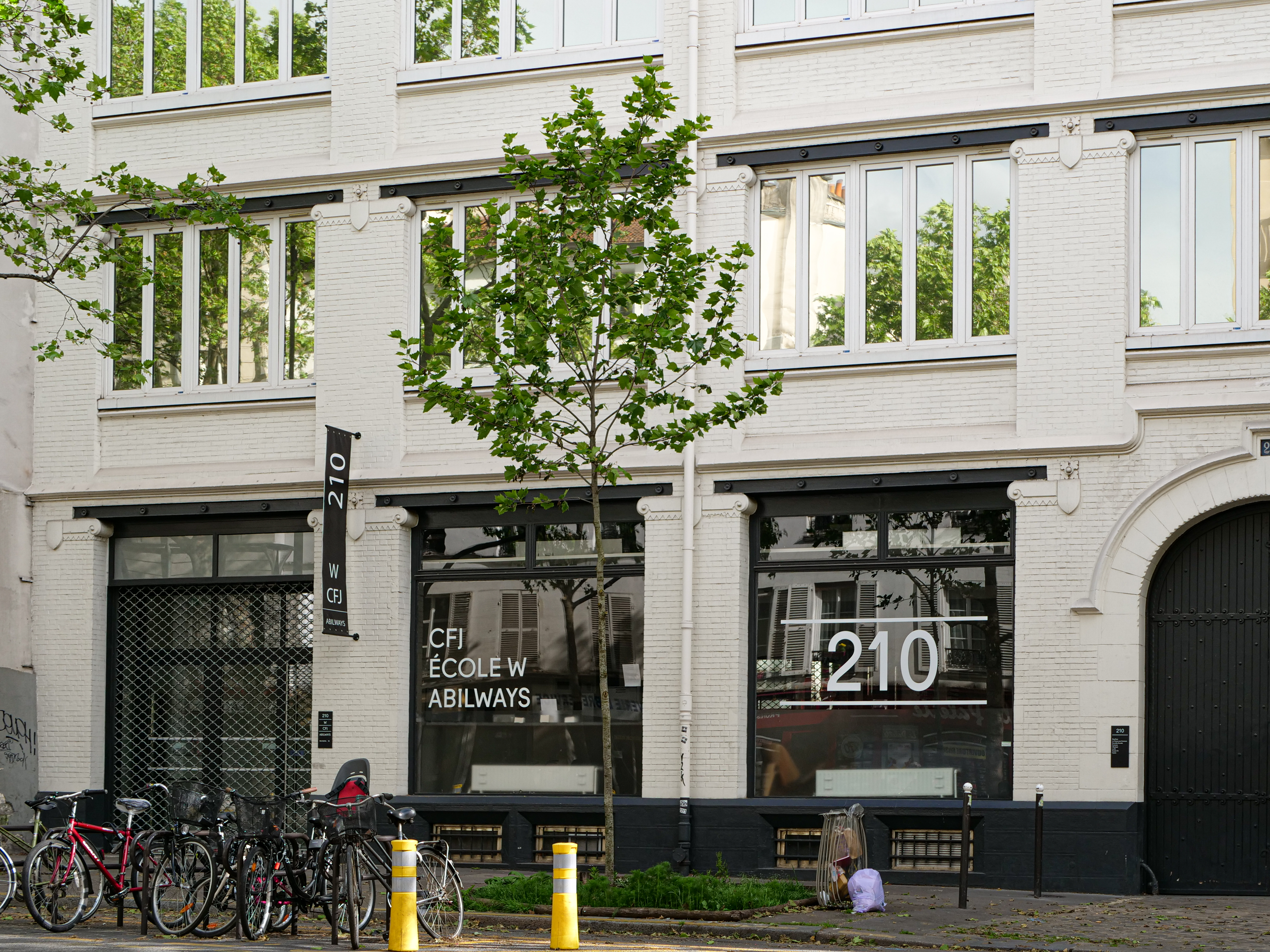
Entrée des nouveaux locaux depuis 2016 du Centre de formation des journalistes et de l'École W au 210, rue du Faubourg-Saint Antoine à Paris, en 2021.

En octobre 2016, le CFJ quitte ses locaux du 35 rue du Louvre à Paris pour emménager dans un immeuble de 1 700 m2 au 210, rue du Faubourg Saint-Antoine dans le 12e arrondissement de Paris.
En septembre 2017, le CFJ et l'École W créent une préparation aux concours des écoles de journalisme. Le 23 avril 2018, le CFJ est membre associé du Cumulus International Association of Universities and Colleges of Art, Design and Media.

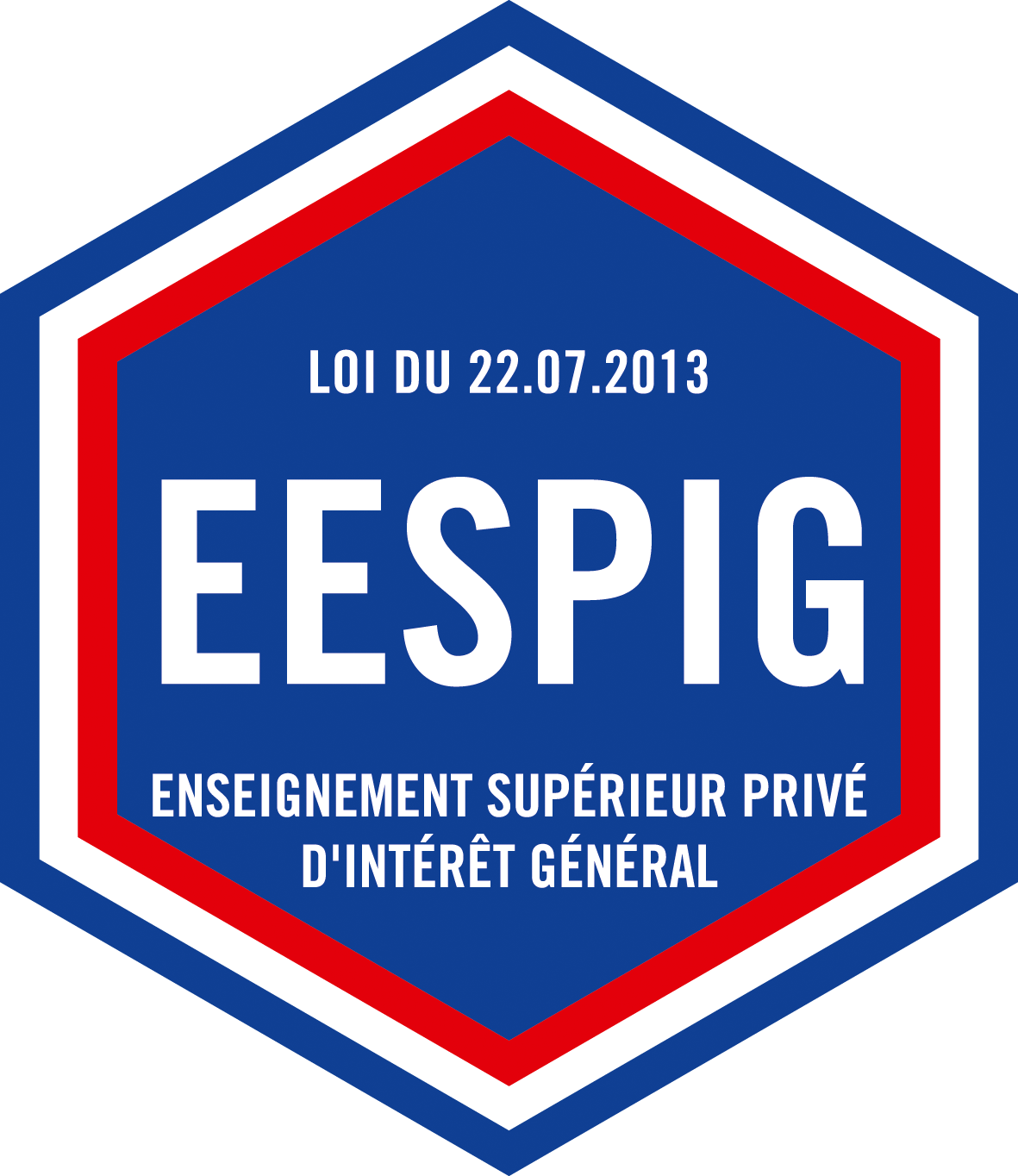
Le CFJ Paris est reconnu Établissement d'enseignement supérieur privé d'intérêt général depuis le 16 janvier 2020.

Le 16 janvier 2020, le CFJ obtient la qualification d'Établissement d'enseignement supérieur privé d'intérêt général (EESPIG) par publication au Bulletin Officiel du Ministère de l'Enseignement supérieur, de la Recherche et de l'Innovation,. Le 2 juin 2020, CFJ et l'École W signent une convention de partenariat avec l'ISIT.

### 2021: ouverture d'un campus à Lyon et intégration à l'université Paris-Panthéon-Assas
Le 12 mai 2021, le CFJ, en partenariat avec la chaîne pan-européenne Euronews, annonce la création à Lyon d'un nouveau parcours de sa filière apprentissage, reconnue par la profession, d'abord intitulé « Newsroom - Médias locaux et internationaux », puis « Journalisme de territoire - Local / Global ». Cédric Molle-Laurençon, directeur des études adjoint du CFJ, est chargé de la direction de ce nouveau parcours hébergé dans de nouveaux locaux au sein du siège mondial d'Euronews, au 56, quai Rambaud, Lyon.
Le 19 juin 2021, l'université Paris-II Panthéon Assas annonce un projet d'établissement public expérimental (EPE), dont les statuts ont été déposés au ministère de l'Enseignement supérieur, de la Recherche et de l'Innovation, qui réunira l'Institut supérieur d'interprétation et de traduction (ISIT), l'École française d'électronique et d'informatique (EFREI), le Centre de formation des journalistes (CFJ) et l'École W en tant qu'établissements-composantes de l'université, ainsi que l'Irsem de l'École de guerre en tant qu'institut partenaire,. L'université Paris-II Panthéon Assas prévoit une entrée en vigueur du nouveau statut d'EPE au 1er janvier 2022.
Le 30 septembre 2021, le conseil d'administration du CFJ approuve à l’unanimité le projet de décret et ses statuts. Le 24 décembre 2021, le décret portant notamment sur l'intégration du Centre de formation des journalistes en tant qu'établissements-composantes de l'université Panthéon-Assas est publié au Journal officiel pour une entrée en vigueur début 2022. Le 1er janvier 2022, le CFJ intègre l'université Paris-Panthéon-Assas en tant qu'établissements-composantes.
En janvier 2022, la journaliste et productrice française Stéphanie Lebrun, diplômée de Sciences Po Bordeaux et du CFJ (promotion 1995) ainsi que cofondatrice de l'agence Babel Press, est nommée directrice du CFJ - Université Paris-Panthéon-Assas, en remplacement de Julie Joly qui devient directrice générale de l'hebdomadaire L'Obs,,. Elle est issue de la même promotion (1995) que le journaliste et producteur Jean-Bernard Schmidt, qui succède également à Julie Joly à la tête de l'École W - Université Paris-Panthéon-Assas.

## Organisation

### L'école
Le Centre de formation des journalistes possède un site principal au 210, rue du Faubourg-Saint-Antoine, dans le 12e arrondissement de Paris, ainsi qu'un second site à Lyon au 56, quai Rambaud. Le parcours « Journalisme de territoire - Local / Global » de la filière classique y est dispensé, tandis que la filière « Journalisme, data et enquête » est dispensée sur le campus de Sciences Po Lyon en première année et à Paris en deuxième année.
Établissement-composante de l'université Paris-Panthéon-Assas et membre de la Conférence des grandes écoles (CGE) depuis 1994 et de la Conférence des écoles de journalisme (CEJ) créée en 2012, le CFJ délivre un diplôme de niveau I reconnu par le ministère de l'Enseignement supérieur et de la Recherche et par la profession, c'est-à-dire : la Convention collective nationale de travail des journalistes, la Commission paritaire nationale de l'emploi des journalistes (CPNEJ), qui regroupe des représentants des syndicats, et la Commission de la carte d'identité des journalistes professionnels (CCIJP), qui délivre la carte de presse aux élèves du CFJ trois mois après la fin de leurs études. Elle est également un membre associé de la communauté d'universités et d'établissements Hesam Université.
Le diplôme du CFJ est diplôme visé par le ministère de l’Enseignement supérieur et de la Recherche depuis 1985 (arrêté du 19 novembre 1985). Le niveau du diplôme est reconnu au niveau bac + 5 (niveau I) depuis le 5 juillet 2012 (BO du 30 août 2012).
Depuis son ouverture légale le 29 juillet 1946, le CFJ a formé plus de 2 300 diplômés, employés aujourd’hui dans une quarantaine de pays.
Son conseil d'administration est présidé par Françoise Joly depuis octobre 2023.
Philippe Onillon, directeur des parcours professionnels et de la rédaction à l'Agence France-Presse, a présidé le conseil d'administation de juin 2021 à octobre 2023. Il succède à Emmanuel Chain, cogérant de la société de production Éléphant et Cie et parrain de l'École W, après six ans à la tête du CFJ.
La direction de l'école est assurée depuis janvier 2022 par la journaliste Stéphanie Lebrun, ancienne grand reporter pour TF1 puis pour Envoyé Spécial sur France 2 et cofondatrice de l'agence Babel Press, puis en binôme à partir d'avril 2022 avec Jean-Bernard Schmidt, cofondateur de Spicee et enseignant à l'École de journalisme de Sciences Po. Ils sont tous les deux diplômés de Sciences Po Bordeaux et du CFJ, promotion 1995,.
La direction était assurée entre juillet 2012 et janvier 2022 par la journaliste Julie Joly, ancienne rédactrice en chef adjointe à L'Express, diplômée d'HEC et fondatrice de l'École W.

### Direction
La direction du CFJ au 1er septembre 2023 :
- Directrice : Stéphanie Lebrun
- Directeur Délégué : Jean-Bernard Schmidt
- Secrétaire Général : Gilles Diaz
- Directrice des études : Sophie Lutrand
- Directrice des études adjointe : Delphine Veaudor

## Formation
L’école, citée dans la Convention collective nationale de travail des journalistes, s'est adaptée aux évolutions techniques du monde des médias.
En 2013, le CFJ inaugurait dans ses locaux la première Newsroom destinée à l'enseignement du journalisme, et qui remporte le prix « Explore » en mai 2016 et en mai 2017 . L'école développe dans ce cadre des enseignements spécifiques, académiques et pratiques, ouverts aux étudiants de ses deux promotions.
La responsabilité pédagogique des différentes spécialisations (« journalistes reporters d'images », « rédacteurs de télévision », « radio », « multimédia ») ainsi que l'ensemble des cours dispensés par le Centre sont assurés par des journalistes en activité.

### Frais d'inscription
Début 2018, les frais d'inscription s'élèvent à 6 790 euros par année universitaire à taux plein (2 750 euros pour les boursiers).

### Parcours
Le CFJ dispose de six parcours d'enseignement :
- le parcours historique de l'école, dispensé à Paris, complété par 3 spécialisations suivies selon un système de majeure-mineure : télévision, radio et newsroom (NEE, nouvelles écritures enrichies - presse écrite et NEV, nouvelles écritures visuelles) ;
- le parcours « Correspondance en France et à l'étranger », anciennement « Local / Global », dispensé à Lyon et lancé en 2021 en partenariat avec la chaîne pan-européenne Euronews[35] ;
- le parcours « Investigation et data » en un an et réservé aux candidats de niveau bac+4, dispensé à Paris ;
- ainsi que 3 parcours en double-diplômes :
  - le parcours « Investigation et data » avec Sciences Po Lyon, dispensé à Lyon en première année, puis à Paris en deuxième année, créé en 2019. Il permet aux étudiants d'obtenir le diplôme conférant grade de master d'IEP ainsi que le diplôme du CFJ reconnu par la profession à l’issue de deux années de formation ;
  - le parcours « Journalisme, management et médias » avec l'ESCP Business School, dispensé à Paris. Il s'agit d'un double-cursus en trois ans, c'est-à-dire, une année supplémentaire au sein de l'ESCP entre la 1re et la 2e année du CFJ ;
  - le parcours « Journalisme, enjeux internationaux, interculturels et médias » avec l'ISIT, établissement-composante de l'université Paris-Panthéon-Assas et dispensé à Paris.

À l'issue de l'un de ces parcours, l'établissement délivre le diplôme du Centre de formation des journalistes visé par le ministère de l'Enseignement supérieur et de la Recherche au niveau 7 (master), reconnu par la CPNEJ. Jusqu'en 2022, le CFJ proposait un parcours « Journalisme et science politique » en partenariat avec l'université Paris I Panthéon-Sorbonne à Paris.

### Insertion professionnelle
À l'issue de leurs deux années de cursus à l'école, 95 % des apprentis et plus de 80 % des étudiants diplômés du CFJ travaillent dans un média, en CDD ou CDI[réf. nécessaire]:
- 40 % exercent dans le secteur audiovisuel
- 35 % dans la presse écrite et multimédia
- 25 % à la radio

## Admission
L'entrée s'effectue par un concours national très sélectif (dossier d'admissibilité puis épreuves écrites et orales d'admission), ouvert au niveau bac + 3, ou par un concours international. En moyenne, les candidats admis ont suivi plus de quatre années d'études après le baccalauréat.
Les étudiants du CFJ sont recrutés par cinq voies distinctes :

### La voie «générale»
La voie de concours « générale » est ouverte à tous les candidats diplômés d'un premier cycle universitaire (bac+3). Les frais d'inscription au concours s'élèvent à 299 euros, ou 149 euros pour les étudiants boursiers. Elle se déroule en deux étapes : l'admissibilité sur dossier de candidature et l'épreuve orale d'admission. Les étudiants prépareront le diplôme du CFJ en deux ans, avec au choix, un à deux ans de formation par alternance.
Elle permet d'intégrer le parcours historique à Paris, ainsi que le parcours « Correspondance en France et à l'étranger » à Lyon depuis 2024 reconnus par la profession. Les candidats doivent préciser leur préférence d’affectation entre les sites d'enseignement de Paris ou de Lyon.

### La voie «Candidats à l'apprentissage présentés par un média»
La voie de concours « Candidats à l'apprentissage présentés par un média » est ouverte à tous les candidats diplômés d'un premier cycle universitaire (bac+3). Les candidats de cette voie de concours, alors parrainés par un média employeur, sont dispensés de frais d'inscription au concours. Il se déroule en deux étapes : l'admissibilité sur dossier de candidature et l'épreuve orale d'admission. Les étudiants apprentis prépareront le diplôme du CFJ en deux ans de formation par alternance.
Elle permet d'intégrer le parcours historique à Paris et le parcours « Correspondance en France et à l'étranger » à Lyon, reconnus par la profession. Les candidats doivent préciser leur préférence d’affectation entre les sites d'enseignement de Paris ou de Lyon.

### La voie «Partenaires»
La voie de concours « Partenaires » est ouverte aux candidats issus des établissements d'enseignement supérieur partenaires du CFJ. Ils sont déclarés d'office admissibles à l'épreuve orale d'admission du CFJ et sont donc dispensés de la première étape du concours général.
Elle concerne les candidats issus de l'École normale supérieure - PSL, de l'ESCP Business School, de HEC Paris, de l'ISIT et de l'École W (établissements-composantes de l'université Paris-Panthéon-Assas), de l'université catholique de Lyon (uniquement pour le parcours « Correspondance en France et à l'étranger »), et d'Audencia. Les candidats de cette voie de concours sont dispensés de frais d'inscription, à l'exception de ceux de l'École W et d'Audencia.
Elle permet d'intégrer le parcours historique à Paris et le parcours « Correspondance en France et à l'étranger » à Lyon, reconnus par la profession.

### La voie d'admission directe en deuxième année
Depuis 2024, le CFJ propose une voie d'admission directe en deuxième année, réservée aux étudiants diplômés d'un niveau bac+4, permettant d'intégrer uniquement le parcours « Investigation et data » dispensé à Paris.

### La voie Sciences Po Lyon
La voie de concours Sciences Po Lyon est ouverte uniquement aux candidats étudiants au sein du premier cycle de l'Institut d'études politiques de Lyon, ainsi qu'aux candidats externes diplômés d'un premier cycle universitaire (bac+3) s'étant inscrits au préalable au concours 4A de l'IEP,. Elle permet d'intégrer uniquement le parcours « Investigation et data », reconnu par la profession.

## Formation en alternance
La formation par l'apprentissage a été mise en place au CFJ en 2007. Admis via la voie de concours généraliste ou par parrainage média, les apprentis du CFJ suivent leur formation en deux ans avec les étudiants et obtiennent le même diplôme que la filière classique, reconnu par la CPNEJ.
En 2016, 16 élèves du CFJ sont inscrits dans la filière apprentissage, en partenariat avec le CFA de l'académie de Paris (GIP Paris Formations & Compétences). En 2021, les 15 à 20 élèves en contrat d'apprentissage du parcours « Journalisme de territoire - Local / Global » à Lyon s'ajoutent aux 15 à 20 élèves inscrits dans la filière en apprentissage à Paris.
Les parcours ouverts à l'apprentissage, à Paris et à Lyon :
- parcours historique (télévision, radio ou newsroom) (1 ou 2 ans) ;
- parcours Correspondance en France et à l'étranger (1 ou 2 ans) ;
- parcours Investigation et data (1 an uniquement).

En 2016, 16 élèves du CFJ sont inscrits dans la filière apprentissage, en partenariat avec le CFA de l'académie de Paris (GIP Paris Formations & Compétences). En 2021, les 15 à 20 élèves en contrat d'apprentissage du parcours « Correspondance en France et à l'étranger » à Lyon s'ajoutent aux 15 à 20 élèves inscrits dans la filière en apprentissage à Paris.

## International
Le CFJ permet aux étudiants de son parcours historique à Paris de réaliser un échange universitaire avec l'Université Laval, au Québec.
Depuis 2022, le CFJ développe le projet international collaboratif de journalisme d'investigation « Crossborder Journalism Campus » avec l'université de Göteborg (Suède) et l'université de Leipzig (Allemagne), co-financé par l'Union européenne dans le cadre du programme Erasmus+. Initialement ouvert aux étudiants du parcours « Investigation et Data » avec Sciences Po Lyon, il est étendu aux étudiants et apprentis de la majeure « Newsroom » du parcours historique ainsi que du parcours « Correspondance en France et à l'étranger ». Mediapart, (France), Mitteldeutscher Rundfunk (Allemagne) et le Göteborgs-Posten (Suède) étaient les médias partenaires de l'édition 2023-2024,.
Depuis 2024, le parcours « Correspondance en France et à l'étranger », créé en 2021 à Lyon en partenariat avec la chaîne pan-européenne Euronews, intègre un projet de développement d'un média-école durant un voyage de plusieurs semaines à l'étranger en partenariat avec des universités partenaires et des médias locaux.

## Partenariats académiques
- ENS-PSL

En 2008, le CFJ liait un partenariat académique avec l'École normale supérieure-PSL.
Les étudiants du CFJ peuvent suivre un certain nombre de cours à l'ENS (géopolitique, sociologie, économie, langues, etc.). Les élèves ou étudiants de l'ENS peuvent se porter candidats au CFJ lors de leur troisième année d'études (éventuellement quatrième année). La double scolarité se déroule sur trois semestres. À l'issue de ce cursus, les élèves et étudiants de l'ENS peuvent obtenir le diplôme du CFJ.
Depuis 2013, les élèves du CFJ et du département d'Histoire de l'ENS s'associent autour d'un projet commun afin de croiser leurs regards et leurs compétences. Ils ont ainsi créé un site sur les Révolutions à l'occasion de la Semaine de l'histoire de l'ENS en 2013, puis lancé un webdocumentaire sur Alep en 2014.
- ESCP Business School

Depuis 2009, en partenariat avec l'École supérieure de commerce de Paris (ESCP Business School), les étudiants du CFJ peuvent ajouter à leur formation journalistique des compétences en matière de management des médias en participant à un séminaire d'entrepreneuriat avec les élèves du MS Media de l'ESCP Business School.
- Université Paris 1 Panthéon-Sorbonne

En octobre 2010, l’université Paris I Panthéon-Sorbonne et le CFJ créaient ensemble un master de journalisme. Le master 1 a ouvert à la rentrée 2010, le master II à la rentrée 2011. Deux parcours sont proposés au M2, « politique et société » et « économie et vie des entreprises ». Le partenariat n'a pas été renouvelé en 2022.
- HEC Paris

En 2013, une convention de partenariat a été signée entre HEC et le CFJ afin de développer une formation au journalisme économique de haut niveau. Jusqu'à 5 étudiants d'HEC peuvent intégrer le CFJ en admission parallèle afin d'y suivre une spécialisation en journalisme. Les étudiants du CFJ et de l'École W peuvent, de leur côté, s'inscrire à une Académie HEC pendant leur scolarité afin de s'initier à la création d'entreprise et au management de l'innovation.
En 2013, Le Monde, le CFJ et HEC créaient ensemble le prix Erik Izraelewicz de l'enquête économique, en hommage à l'ancien directeur des rédactions du Monde diplômé d'HEC et du CFJ.
- Université Paris-Panthéon-Assas

Le 1er janvier 2022, le Centre de formation des journalistes et de l'École W intègrent l'université Paris-Panthéon-Assas en tant qu'établissements-composantes après la publication du décret de création du nouvel établissement public expérimental (EPEx) le 24 décembre 2021, annoncé en tant que projet le 19 juin 2021,,.
Depuis septembre 2021, le partenariat avec l'ISIT, autre établissement-composante de l'université Paris-Panthéon-Assas, permet aux étudiants ayant validé deux semestres au CFJ de suivre une année à l'ISIT dans le cadre de la spécialisation « Enjeux internationaux, Interculturels et Médias (E2IM) » et ainsi obtenir un double-diplôme du CFJ et de l'ISIT.
- Université catholique de Lyon

À la rentrée universitaire 2022-2023, la faculté des lettres et civilisations de l'université catholique de Lyon ouvre une licence Lettres modernes, parcours Journalisme en partenariat avec le CFJ à Lyon, composée d'une promotion de vingt étudiants. Elle associe cours théoriques et pratiques et prépare également aux concours d’entrée en école de journalisme. Les cours sont dispensés à Lyon sur le campus de l'université catholique de Lyon et dans les locaux de la filière Local/Global à Euronews.

## Recherche
En 2014, le CFJ est admis au sein du comité directeur du LabEx Tepsis, porté par l'École des hautes études en sciences sociales (EHESS) et l'université Paris-1 Panthéon-Sorbonne. Son activité vise à relier l’analyse des modes de gouvernement des sociétés modernes et contemporaines, et celle des pratiques sociales qui transforment les formes d’organisation et de régulation des activités humaines.
Le 23 novembre 2017, le CFJ, le LabEx Tepsis et l'EHESS organisent une journée d'études autour du colloque « Journalistes et chercheurs en terrains dangereux » en présence de chercheurs, de spécialistes et de grands reporters.

## Anciens élèves

Ancien logo de l'association des anciens élèves du CFJ.

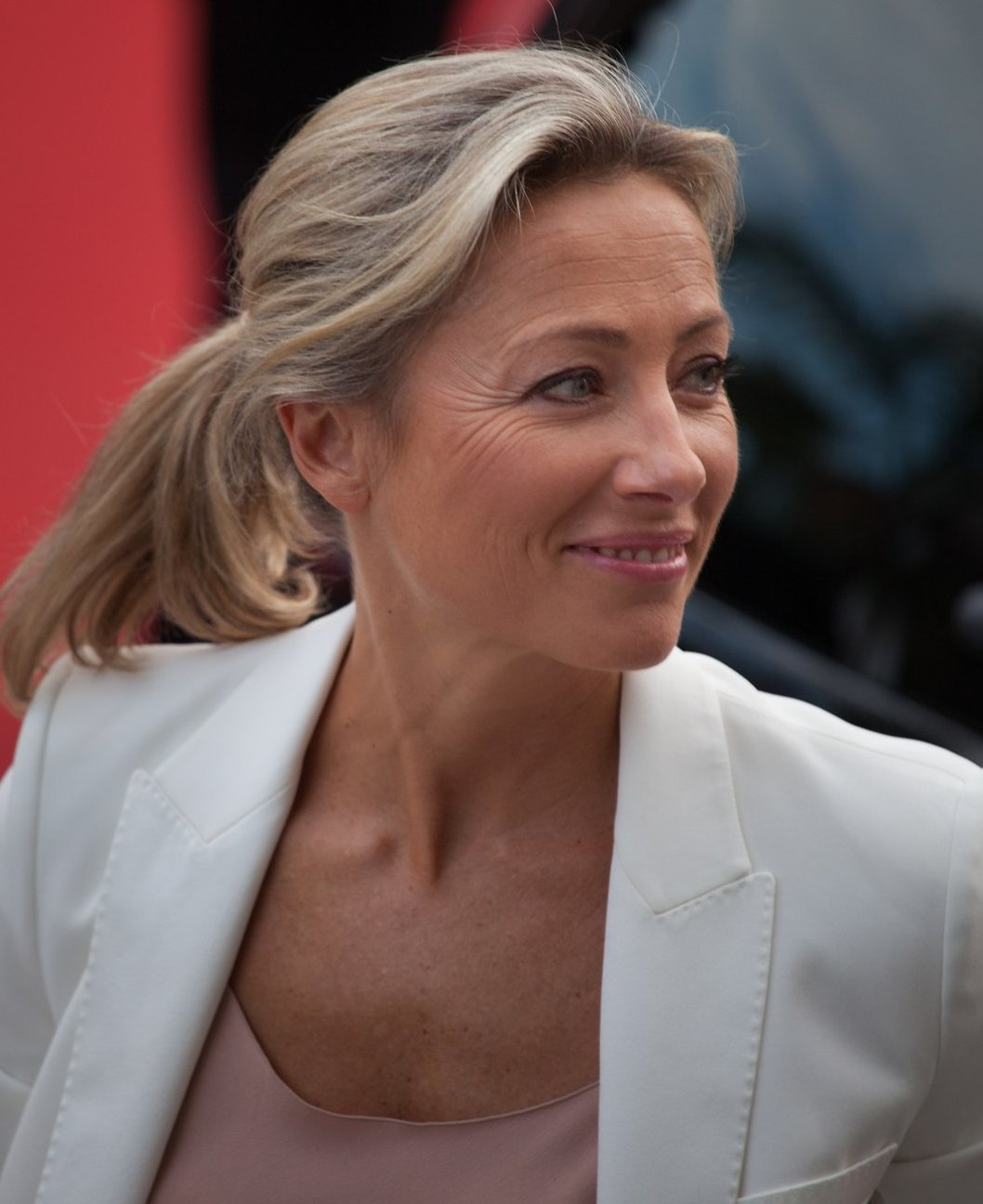
Anne-Sophie Lapix, journaliste et animatrice de télévision
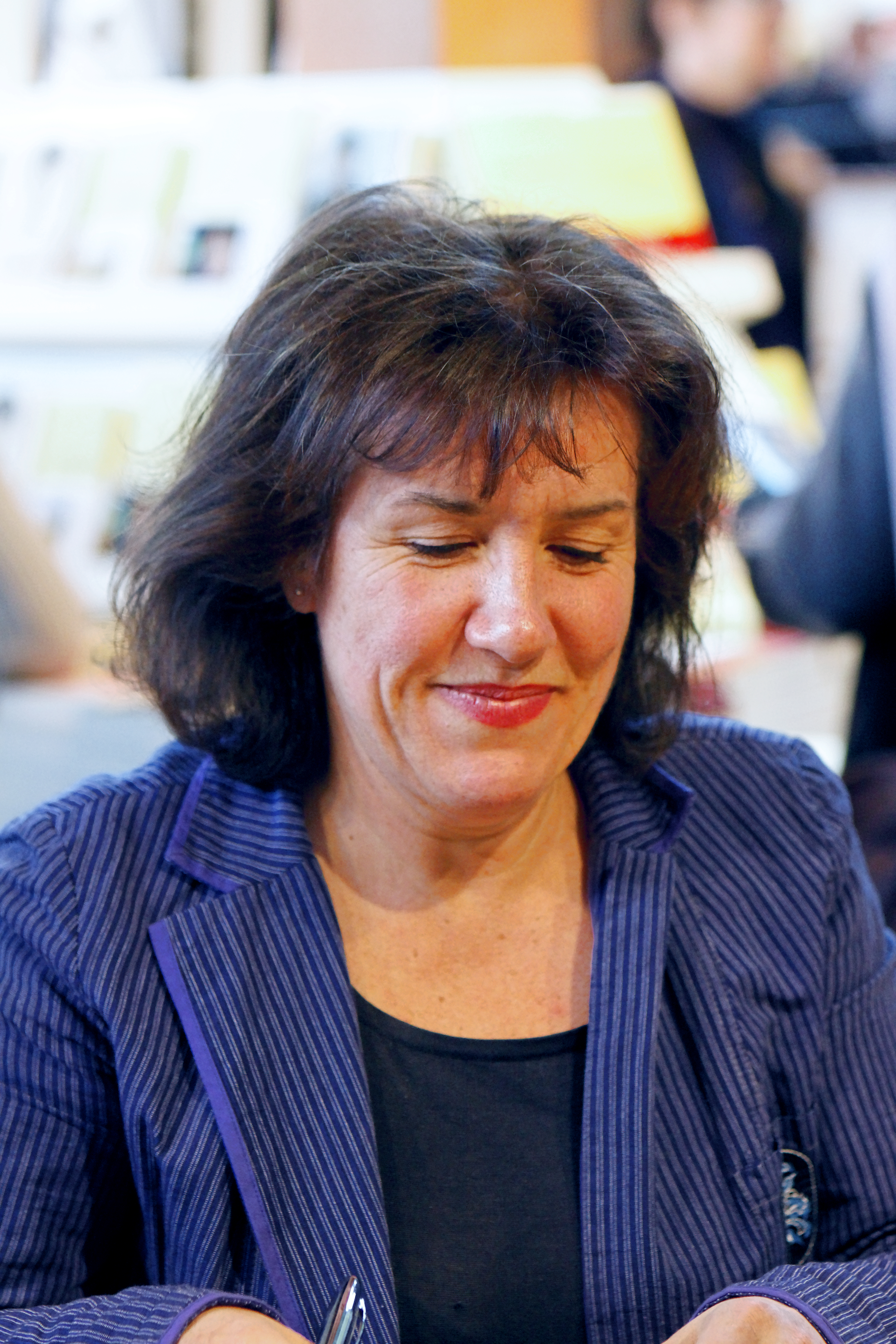
Raphaëlle Bacqué, journaliste
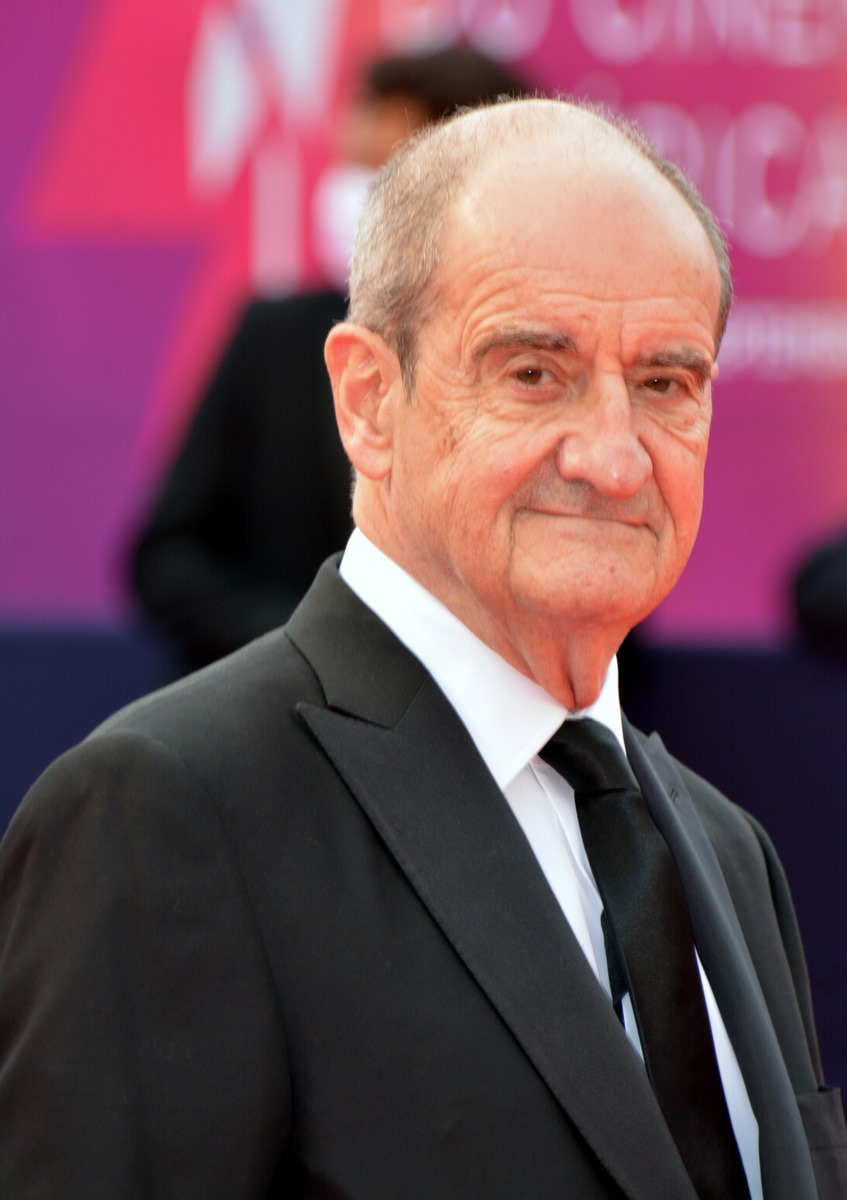
Pierre Lescure, journaliste et cofondateur de Canal+
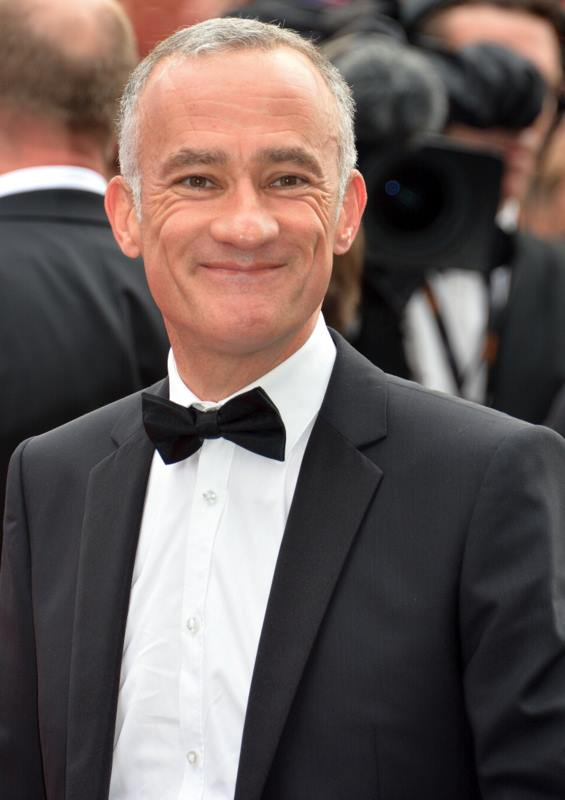
Gilles Bouleau, journaliste et animateur de télévision
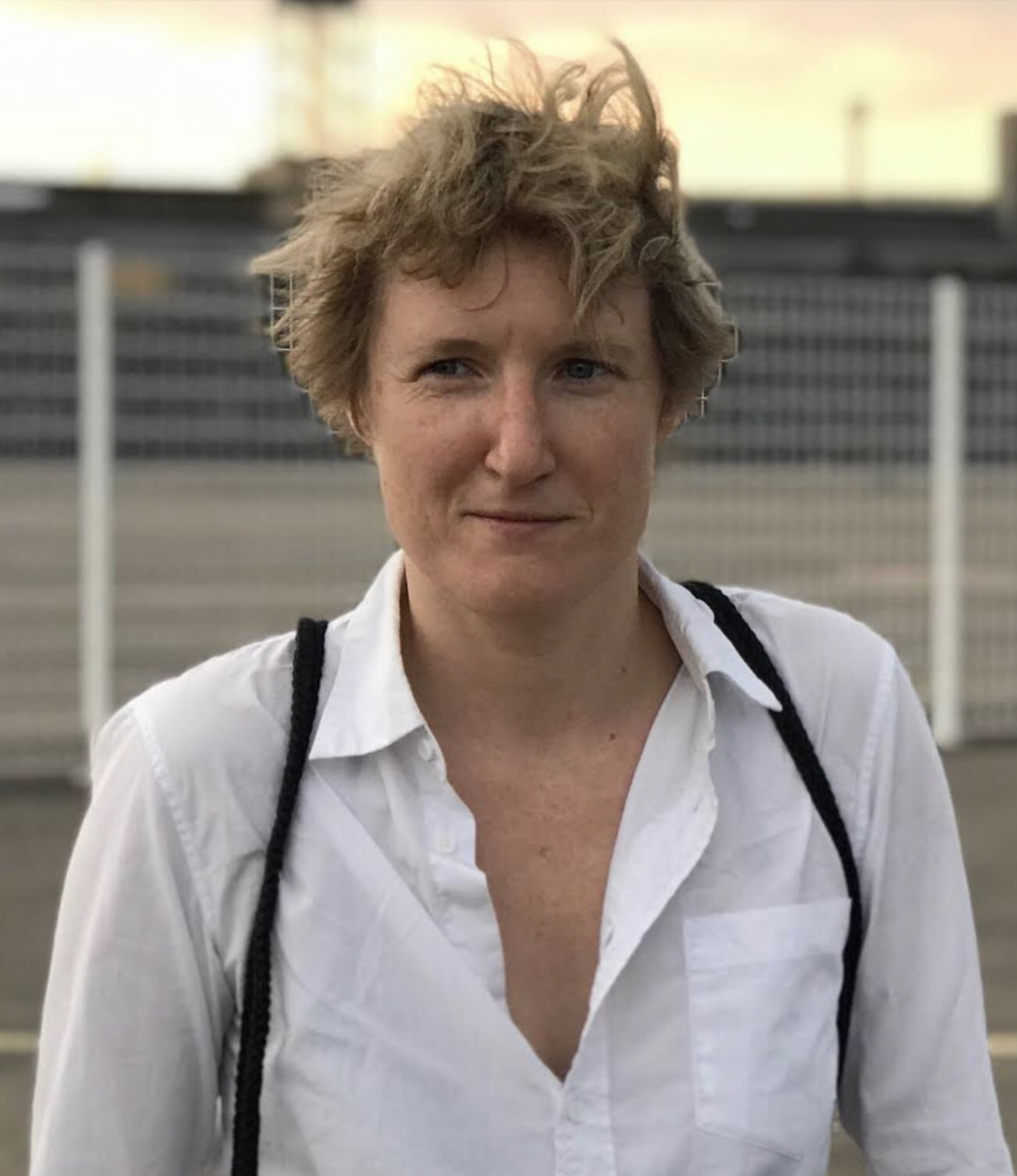
Alice Coffin, journaliste et femme politique
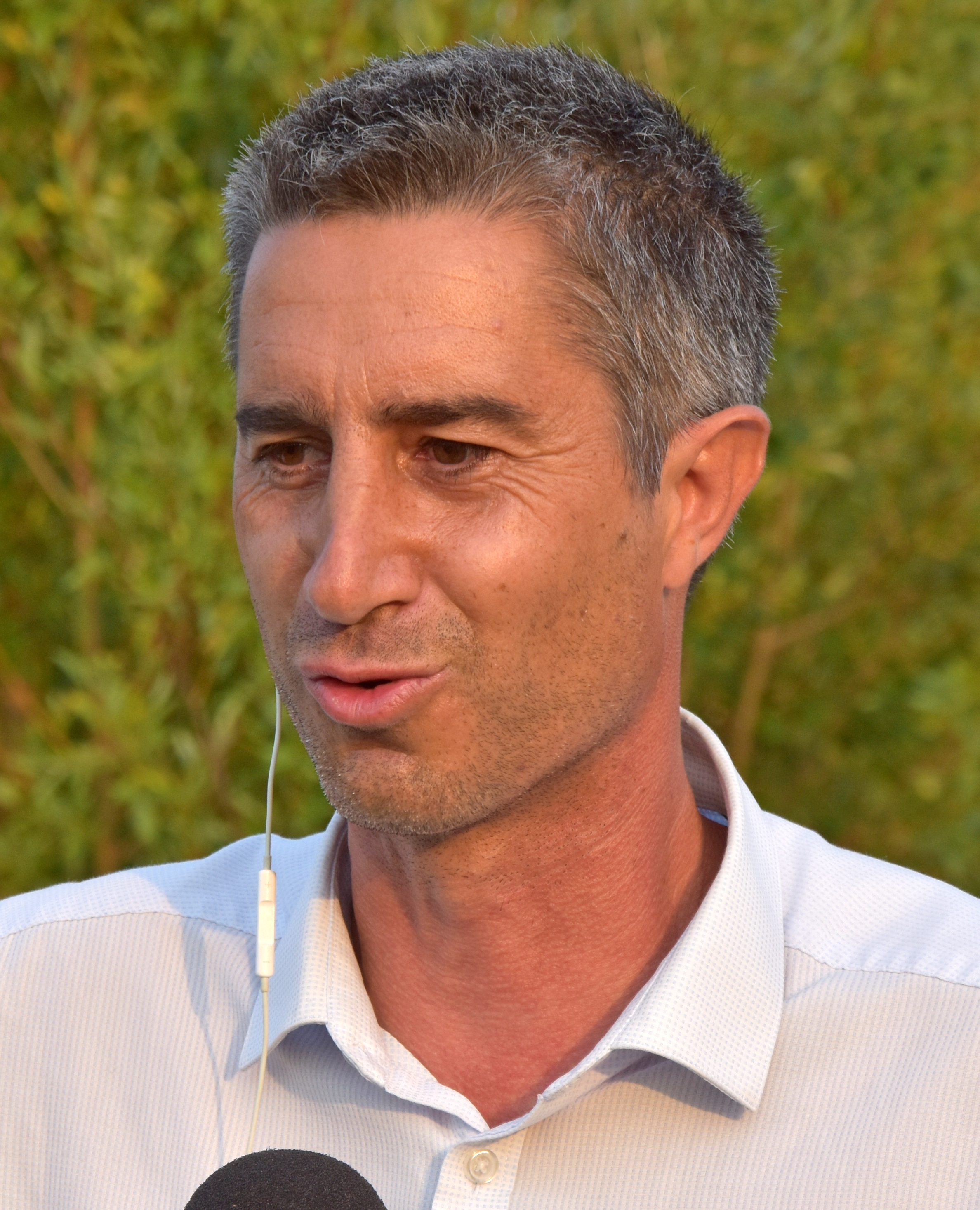
François Ruffin, journaliste, réalisateur et homme politique
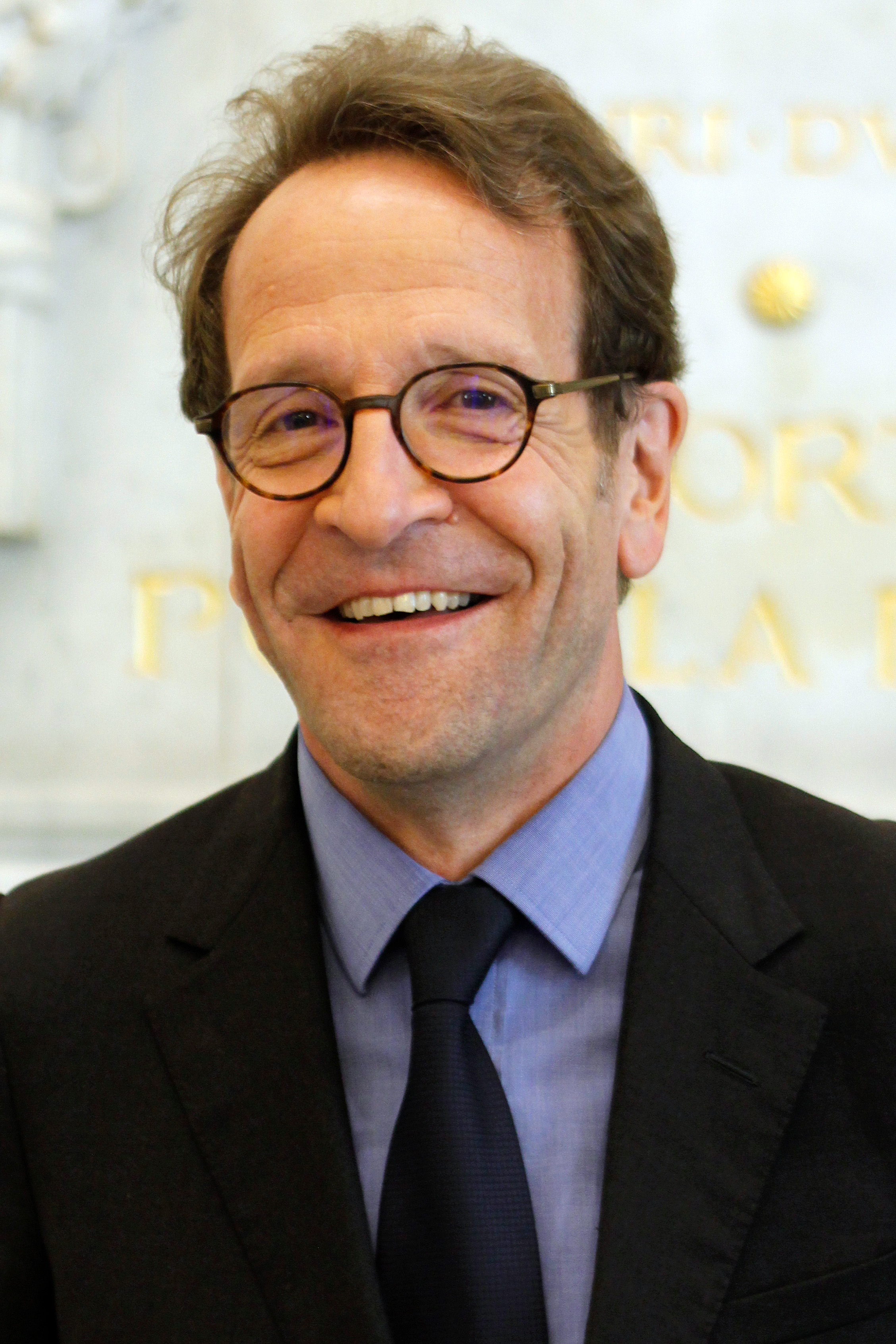
Gilles Le Gendre, homme politique

Entre sa création en 1946 et 2006, plus de 2300 journalistes ont été formés au CFJ, devenu au fil du temps l'école de référence avec l'ESJ de Lille (« Le CFJ est au journalisme ce que Sciences Po est à l'administration : une école d'excellence » peut-on ainsi lire dans un guide de L'Étudiant pour « Devenir journaliste »). Les journalistes qui en sortent occupent en effet les postes les plus prestigieux de la profession (présentateur de JT, directeur de rédaction, grand reporter…), l'école étant « un passage presque obligé pour entrer dans les principaux services des grands médias ».
Parmi eux, plusieurs diplômés ont reçu le prix Albert-Londres, qui récompense chaque année le meilleur « grand reporter de la presse écrite » et depuis 1985 le meilleur « grand reporter de l'audiovisuel ».
- Meilleur « grand reporter de la presse écrite »
  - 1954 : Armand Gatti (promotion 1946-1949) - Envoyé spécial dans la cage aux fauves
  - 1979 : Hervé Chabalier (promotion 1969) - Le Matin de Paris
  - 1981 : Bernard Guetta (promotion 1971 bis) - Le Monde
  - 1993 : Philippe Broussard (promotion 1985) - Le Monde
  - 1995 : Bureau AFP, Moscou avec Stéphane Orjollet (promotion 1989)
  - 1998 : Luc Le Vaillant (promotion 1984) - Libération
  - 2004 : Christophe Ayad (promotion 1990) - Libération
  - 2005 : Natalie Nougayrède (promotion 1990) - Le Monde[55], directrice de ce journal de mars 2013 à mai 2014.
  - 2008 : Benjamin Barthe (promotion 1996)[56] - Le Monde/L'Express[57]
  - 2010 : Delphine Saubaber (promotion 2002), prix de l'audiovisuel Albert-Londres pour « un portrait de Radovan Karadžić, une chasse à l’homme en Calabre et le combat d’une mère contre la mafia[58]. »
  - 2011 : Emmanuel Duparcq (promotion 1999) - AFP[59]
  - 2024 : Lorraine de Foucher (promotion 2011) - Le Monde[60]
- Meilleur « grand reporter de l'audiovisuel »
  - 1990 : Gilles de Maistre (promotion 1985) - J'ai 12 ans et je fais la guerre
  - 1997 : Claude Sempère (promotion 1989) - Envoyé spécial : La Corse (France 2)
  - 2002 : Thierry de Lestrade (promotion 1987) et Jean-Xavier de Lestrade (promotion 1987) : La justice des hommes (Maha productions)
  - 2006 : Manon Loizeau et Alexis Marant (promotion 1993) : La Malédiction de naître fille
  - 2007 : Fabrice Launay (promotion 1997) - France 5 - Maximal Productions[61]
  - 2011 : David André (promotion 1993) - France 2[62]

### Anciens élèves récompensés
Classement par année de promotion
- Wendy Bouchard (2006) a reçu le Trophée des femmes en or 2013 dans la catégorie Médias[63]
- Frédéric Capron (2004) - Prix Robert Guillain de l'association France-Japon pour un projet de film documentaire, "les Tojis, Maîtres du Saké"[64]
- Anne Le Hénaff (2001) - Prix de la Fondation Varenne 2012 de la radio - 2012 - pour son reportage intitulé : « Vivre avec une maladie d’Alzheimer »[65]
- Pierre-François Lemonnier (2001) - Micros d'Or de l'UJSF (Union des journalistes de sport en France) 2010[66]
- François Ruffin (2001) a reçu le César du meilleur film documentaire pour Merci Patron !
- Fabrice Launay (1997) – Prix Albert-Londres Audiovisuel - 2007 - avec Anne Boiret et Gwenlaouen Le Gouil[67].
- Piotr Smolar (1997) - Prix international de l'enquête CFJ-Groupe Caisse d'Epargne 2007[68]
- Clarisse Féletin (1997) - Mention Spéciale du Jury au FIGRA 2010 prix de l'enquête 2010 dans la catégorie vidéo pour "Le juge et l'affaire des dioxines"[69]
- Anne-Sophie Lapix (1996) - Prix Philippe Caloni du meilleur interviewer 2012 - 2012 - pour son émission « Dimanche » diffusée sur Canal +[70].
- Pascale Kremer (1992) - Prix de l'agence d'informations Reporters d'espoirs 2008 pour l'article "Le studio d'étudiant dans le pré" (Le Monde 2)[71].
- Vladimir Vasak (1992) - trois prix :WebTV-Festival 2012 de la Rochelle, Prix du jury, catégorie Web-interactive - 2012 - pour «Le destin des Halles à Paris», écrit et réalisé par Vladimir Vasak, production Kien Production, France Télévisions nouvelles écritures, INA et France 3 Paris-Île-de-France[72].
- Philippe Borrel (1990) - Prix du jeune reporter au Festival international du scoop et du journalisme à Angers pour son 26 min Les orphelins de Billancourt diffusé par La Marche du Siècle en 1993, puis son film Pas en notre nom! (Arte) a reçu le Prix Olivier Quemener de Reporters sans frontières lors du FIGRA en 2007 et une Mention Honorable au Festival international des médias de Banff au Canada en juin 2007, son film Un monde sans fous? a reçu la Clé d'or du Festival ciné vidéo psy de Lorquin 2011, son film Un monde sans humains? a été primé au Calgary International Film Festival 2013 au Canada, son film L'Urgence de ralentir a été élu meilleur film du Green Up Festival 2015 en Belgique et enfin son film La bataille du Libre aka Hacking for the Commons a été distingué d'une Honorable Mention of The Awareness Festival à Los Angeles en 2021.
- Christophe Ayad (1990) - Prix Albert Londres 2004[73], Prix du grand reportage des « Grands Prix des quotidiens nationaux » 2010 pour un reportage sur le zoo de Gaza[74].
- Natalie Nougayrède (1990) - Prix Albert-Londres en presse écrite - 2005 - pour ses articles sur la Tchétchénie et notamment pour sa couverture de la prise d'otage meurtrière, en septembre 2004, dans l'école de Beslan (Caucase)[75].
- Jeff Wittenberg (1989) - Prix Franco-Allemand du Journalisme 2009, catégorie télévision - 2009 - pour son reportage « La France : une arrogante solitude », une production de l’émission « Un œil sur la planète » France 2[76]
- Lorraine Millot (1989) - Prix du premier livre de reportage et d'investigation, Assises du journalisme de Lille 2008 pour La Russie nouvelle[77]
- Raphaëlle Bacqué (1988) - Palmarès 2011 des Grands Prix des Quotidiens Nationaux - 2011 - avec Béatrice Gurrey (1980) pour "Clotilde Reiss - une passion iranienne" paru dans "Le Monde"[78].
- Laurence Serfaty (1988) - Meilleur document d'actualité au Figra 1997[79] pour le documentaire La Saga de la Greffe du Cœur[80], écrit et réalisé avec Jean-Paul Billault (1988)
- Jean-Xavier de Lestrade (1987) - Fipa d'or du meilleur scénario, catégorie fiction, lors du 25e Festival International des Programmes Audiovisuels (FIPA) - 2012 - Antoine Lacomblez, scénariste, pour "La Disparition", une production Maha Productions avec la participation de France 2[81].
- Christophe Boltanski (1987) - Prix Bayeux-Calvados des correspondants de guerre 2010, Trophée presse écrite[82].
- Nathalie Sapena (1987) - Prix de l'agence d'informations Reporters d'espoirs 2008 pour le reportage "Dons de moelle osseuse" (France 2)[83]
- Philippe Broussard (1985) – Prix Albert-Londres Presse écrite – 1993. Le Monde[84]
- Florence Aubenas (1984) - Prix Amila-Meckert organisé par l'association Colères du Présent[85]- 2010 - pour son livre Le quai de Ouistreham. Éditions de l'Olivier. Prix Joseph Kessel 2010[86]
- Hervé Le Tellier (1983) - Prix Goncourt en 2020 pour son roman L'Anomalie. Éditions Gallimard, 2020.
- Laurent Joffrin (1977) - Prix du livre politique 2002 - pour son ouvrage « Le Gouvernement invisible » paru aux éditions Arlea[87]
- Pierre Haski (1974) - Prix du meilleur site étranger 2012, décerné par la Online News Association (ONA) - 2012 - Le site d’informations en ligne Rue89, cofondé par Pierre Haski (74) actuellement président et directeur de la publication, a reçu, dans la catégorie non anglophone, le prix du meilleur site étranger 2012, décerné par la Online News Association (ONA)[88].
- Hervé Chabalier (1969) – Prix Albert-Londres Presse écrite – 1979[89].

### La polémique Ruffin
Ancien élève de l'école, François Ruffin a écrit en 2003 Les petits soldats du journalisme, où il critique le formatage dont feraient l'objet les étudiants du CFJ, dont la mission serait selon lui de fournir « chaque année, la chair à papier qui renforcera les garnisons de France 2, du Parisien, de l’AFP, du Monde… ». 49 élèves lui ont répondu dans une lettre « Notre ex-condisciple ne prend que ce qui l’arrange — quitte à truquer la vérité — pour étayer sa thèse obsédante […]. Citations sorties de leur contexte, tronquées, ou mises bout à bout, second degré pris pour paroles révélées, situations détournées : François Ruffin use des raccourcis dignes du pire journalisme qu’il prétend dénoncer ». Michel Sarazin, directeur du CFJ, trouve ce livre « profondément malhonnête, ayant recours par exemple à des procédés inadmissibles comme les citations tronquées ». Aussitôt Ruffin a précisé « que ce n'était pas au CFJ qu'il s'attaquait, mais à un mode de production qui domine dans la presse ».

## Sport
Créée en 1987 par le CFJ et l'INSEP (Institut national du sport, de l'expertise et de la performance), la filière Sportcom forme chaque année des sportifs de haut de niveau aux métiers du journalisme. Longtemps dirigée par Gilles van Kote, la filière Sportcom est aujourd’hui pilotée par Pierre Ballester, enseignant au CFJ, journaliste de sport, écrivain, auteur notamment de L.A. Confidentiel, les secrets de Lance Armstrong (Points, 2004) et La France du rugby (éditions Panama, 2006).
Le 7 février 2015 à Lannion, le CFJ arrachait sa place en finale du TFIEJ15, avant de perdre face à l'ESJ Lille aux tirs au but (0-0-5-6).

## Nouveaux médias
Parmi les projets de médias nés au CFJ, le pure player Le Quatre Heures a été fondé à la suite d'un projet école au sein de la filière presse écrite/web de la promotion 2013.